# Matts Olsson
Matts Olsson, född 1 december 1988 i Karlstad, är en svensk alpin skidåkare. Han debuterade i världscupen den 28 oktober 2007 i Sölden, Österrike.
Hans första pallplacering i världscupsammanhang var en andra plats han tog i Garmisch-Partenkirchen den 29 januari 2017. Sin första seger i en världscupdeltävling tog han då han vann en parallellstorslalomtävling i Alta Badia den 18 december 2017.
Den 14 mars 2020 meddelade han att han avslutar karriären efter säsongen 2019–2020.

### Fotnoter
1. 1 2  ”Segern överraskade Matts Olsson” (på svenska). Sportbladet. 18 december 2017. https://www.aftonbladet.se/senastenytt/ttsport/sport/a/Kve14E/segern-overraskade-matts-olsson. Läst 9 februari 2019.
2. ↑  Malin Fransson (30 januari 2017). ”Det här har jag väntat på i tio år”. Dagens nyheter. http://www.dn.se/arkiv/sport/det-har-har-jag-vantat-pa-i-tio-ar/. Läst 4 mars 2017.
3. ↑  Daniel Grefve (14 mars 2020). ”Matts Olsson lägger av” (på svenska). SVT Sport. https://www.svt.se/sport/alpint/matts-olsson-lagger-av-hungern-har-forsvunnit. Läst 14 mars 2020.